# Gressy (Vaud)
Vous pouvez aider à l'améliorer ou bien discuter des problèmes sur sa page de discussion.
- Il ne cite pas suffisamment ses sources. Vous pouvez indiquer les passages à sourcer avec {{référence nécessaire}} ou {{Référence souhaitée}}, et inclure les références utiles en les liant aux notes de bas de page. (Marqué depuis janvier 2024)

- Archive Wikiwix
- Bing
- Cairn
- DuckDuckGo
- E. Universalis
- Gallica
- Google
- G. Books
- G. News
- G. Scholar
- Persée
- Qwant
- (zh) Baidu
- (ru) Yandex
- (wd) trouver des œuvres sur Wikidata

Pour les articles homonymes, voir Gressy.
Gressy est une localité et une ancienne commune suisse du canton de Vaud, située dans le district du Jura-Nord vaudois.

## Géographie
Le centre de Gressy est situé à 5 km à vol d'oiseau d'Yverdon-les-Bains. La superficie de l'ancienne commune était de 2,2 km2. Le village est placé au nord du plateau du Gros-de-Vaud, sur les hauteurs de la vallée du Buron. Le point le plus haut de la commune est à 536 mètres d'altitude.
La commune comprenait le hameau de Sermuz, situé à 488 mètres d'altitude.
La localité est essentiellement agricole puisque cette activité occupe 68,8 % des terres. 13,8 % est occupé par des bâtiments ou des routes.

## Histoire
Gressy fait partie de la seigneurie puis châtellenie de Belmont jusqu'en 1798.
Le 1er janvier 2011 Gressy a fusionné avec la commune d'Yverdon-les-Bains.

## Toponymie
Deux origines du toponyme seraient possible, toutes deux venant d'un gentilice romain. Soit "Gressy" soit apparenté à celui de Crissier ou de Cressier, comme certaines attestations du mot laisseraient penser. Dans ce cas, il s'agirait du gentilice "Criscius". Dans l'autre cas, ce qui expliquerait les autres attestations du toponyme commençant en "G-", il s'agirait du gentilice "Gracius" ou "Gratius".
D'autres orthographes pour le village de Gressy sont attestées, quelques exemples :
- Grissier (1637, 1741, 1773)[ACV 1]
- Gressy (1785)[ACV 2]

## Syndics de Gressy
- ? - 1921 : M. Bornoz.
- 1921 - 1925 : Fernand Grin.
- 1925 - ? : Henri Auberson.
- ? - 1970 : Aimé Gruet.
- 1970 - 2011 : Willy Gonin

## Population
Le village comprend quelques exploitations agricoles. De petites entreprises locales fournissent également quelques emplois. Beaucoup d'actifs sont des travailleurs pendulaires, qui travaillent notamment à Yverdon-les-Bains.

## Transports
Le village est accessible par la route cantonale Yverdon-Lausanne. La sortie Yverdon-Sud de l'autoroute A1 est située à 2 km. Les cars postaux desservent régulièrement la commune.